# Олимпийский парк (Сочи)
Олимпийский парк (Олимпийская деревня)  — общественная зона и одна из достопримечательностей юга России, главный комплексный объект зимних Олимпийских игр 2014 года и одно из мест проведения в России чемпионата мира по футболу 2018 года. Расположен в посёлке городского типа Сириус (Сочинская агломерация), в Имеретинской низменности, на берегу Чёрного моря. 
На территории Олимпийского парка находятся главные спортивные сооружения, на которых проводились соревнования по хоккею с шайбой, конькобежному спорту, шорт-треку, фигурному катанию, кёрлингу, а также церемонии открытия и закрытия XXII зимних Олимпийских игр. Постройка объектов Олимпийского парка осуществлялась в рамках подготовки к проведению зимней Олимпиады. Горный кластер находится в районе посёлка Красная Поляна, выше по ущелью реки Мзымта.

## Краткое описание

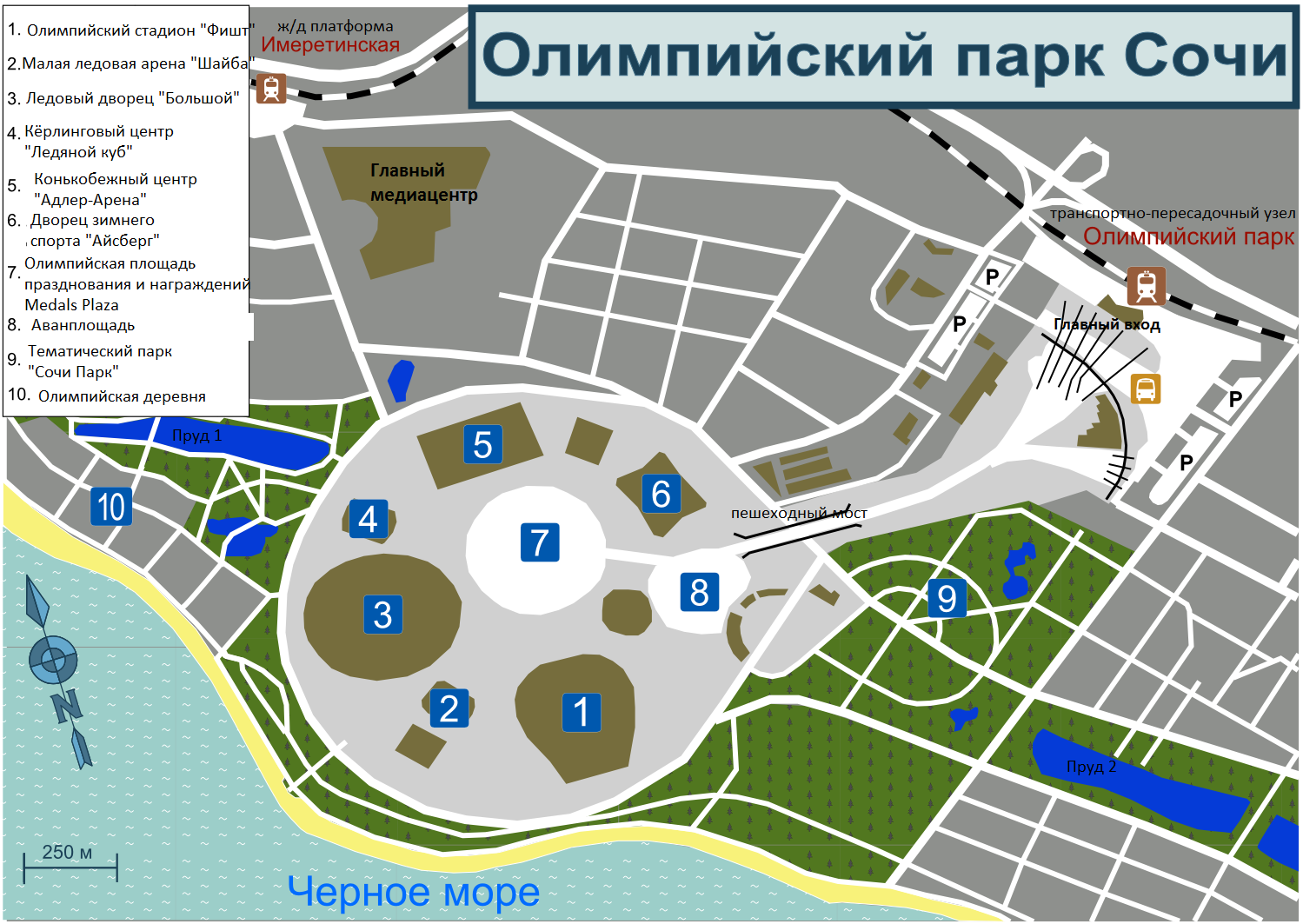
Схема расположения объектов парка

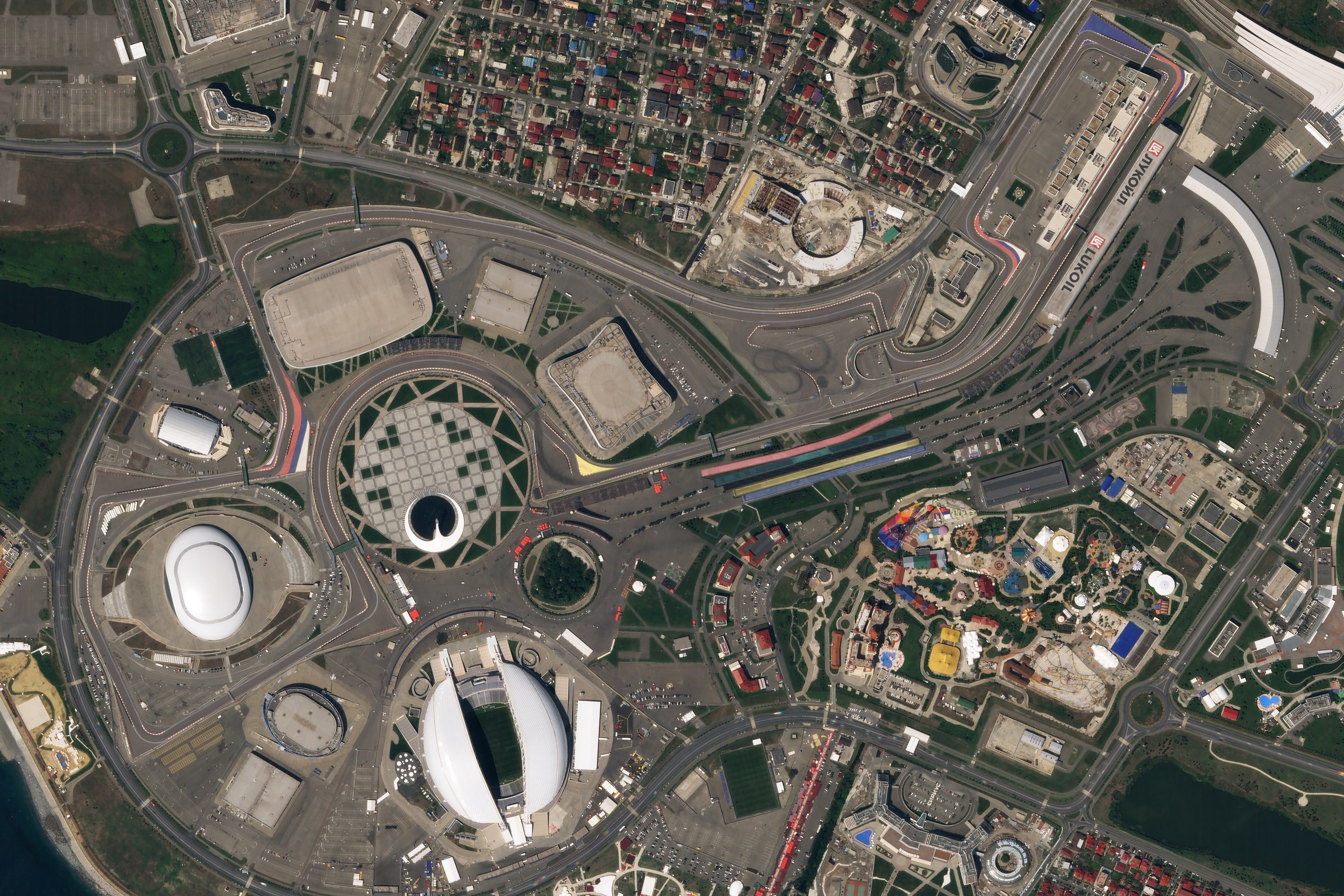
Аэротопофото парка

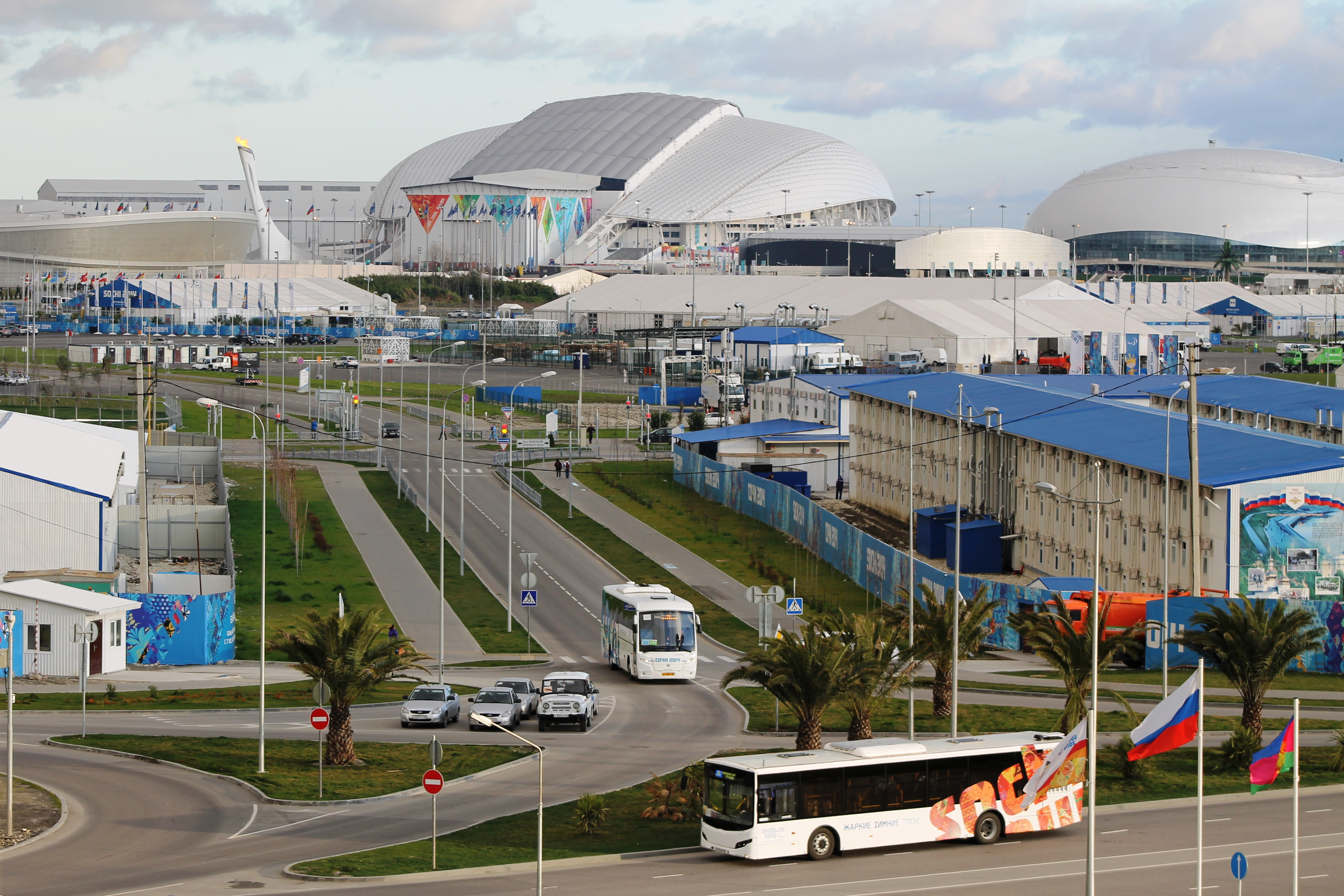
Вид во время Олимпиады

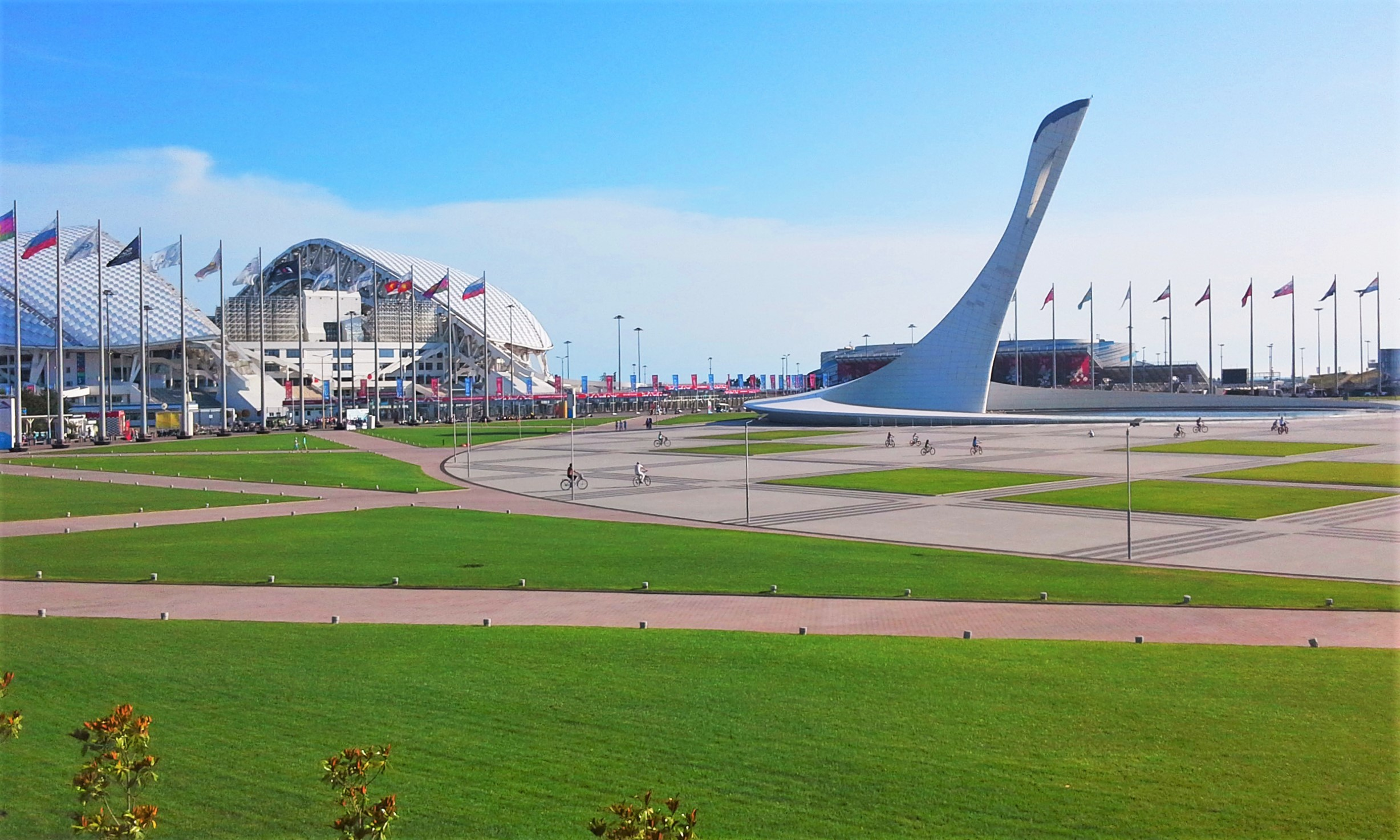
Медал Плаза

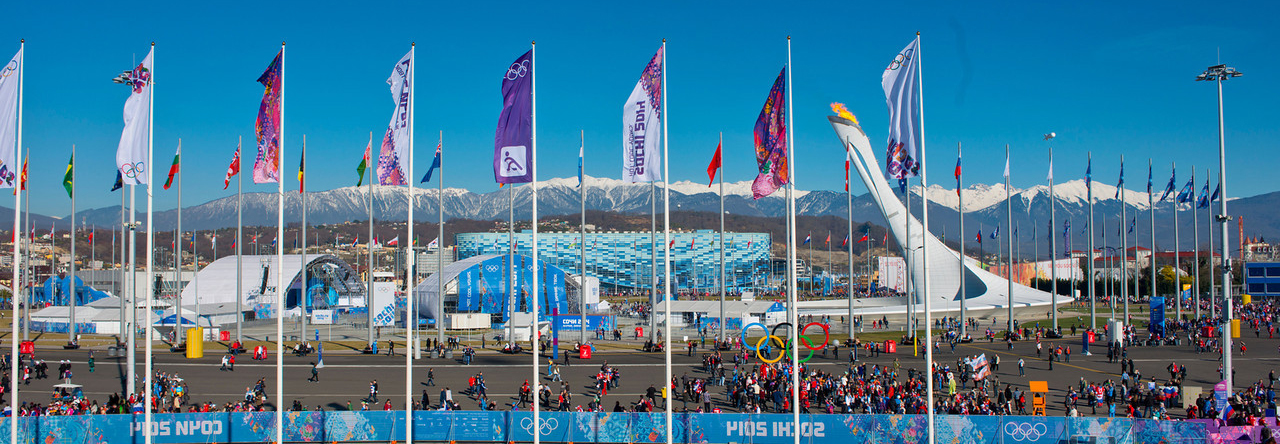
Вид на Медал Плаза во время Олимпиады

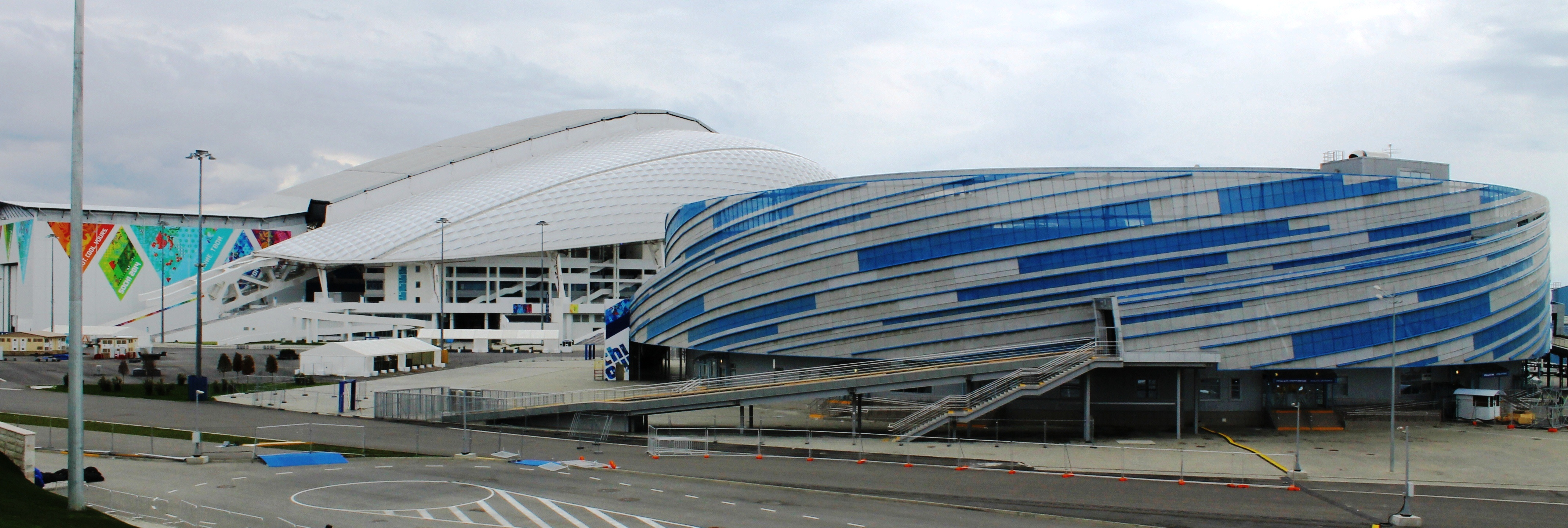
Ледовая арена Шайба и стадион Фишт

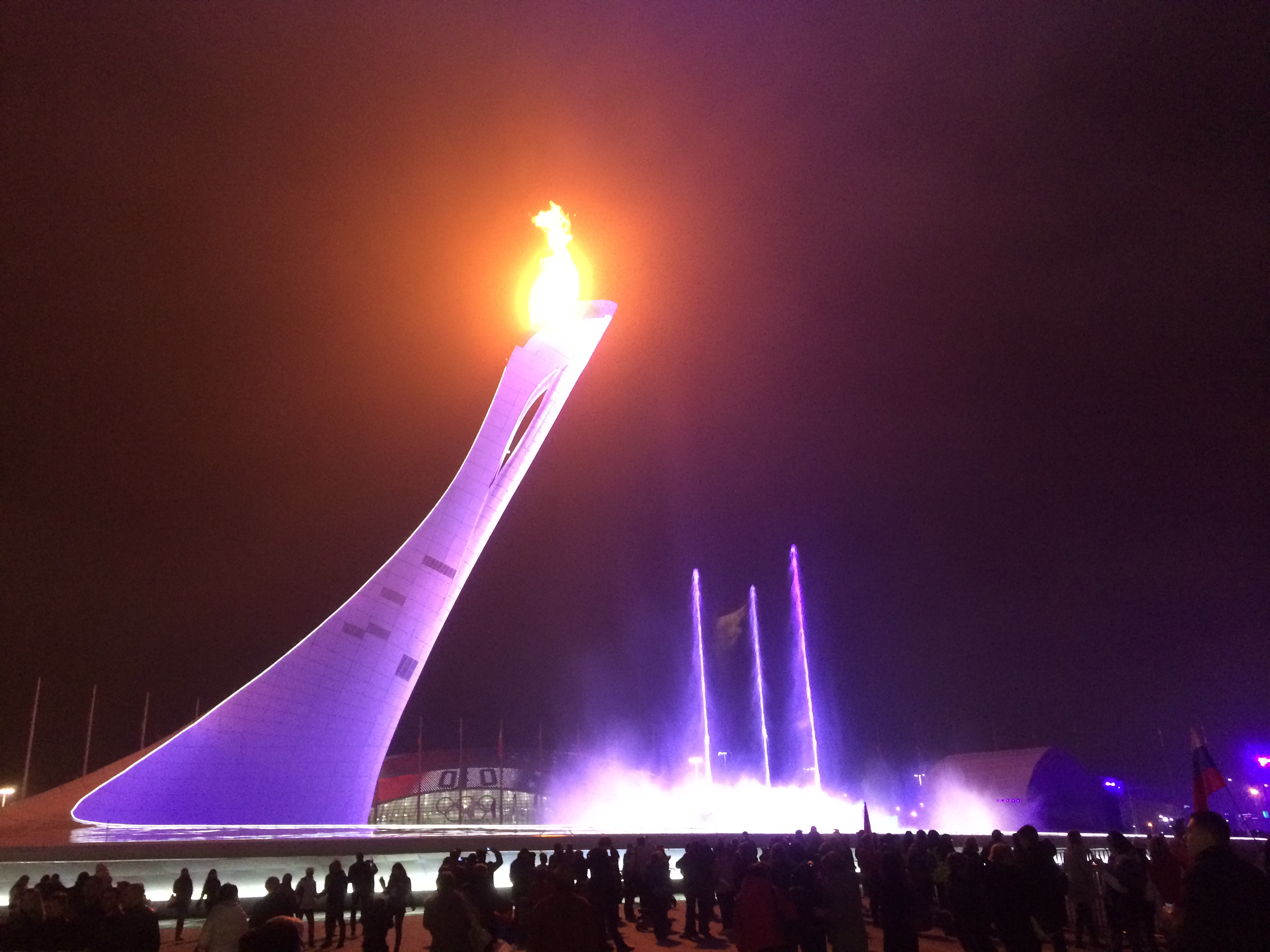
Олимпийский огонь в парке во время Олимпиады

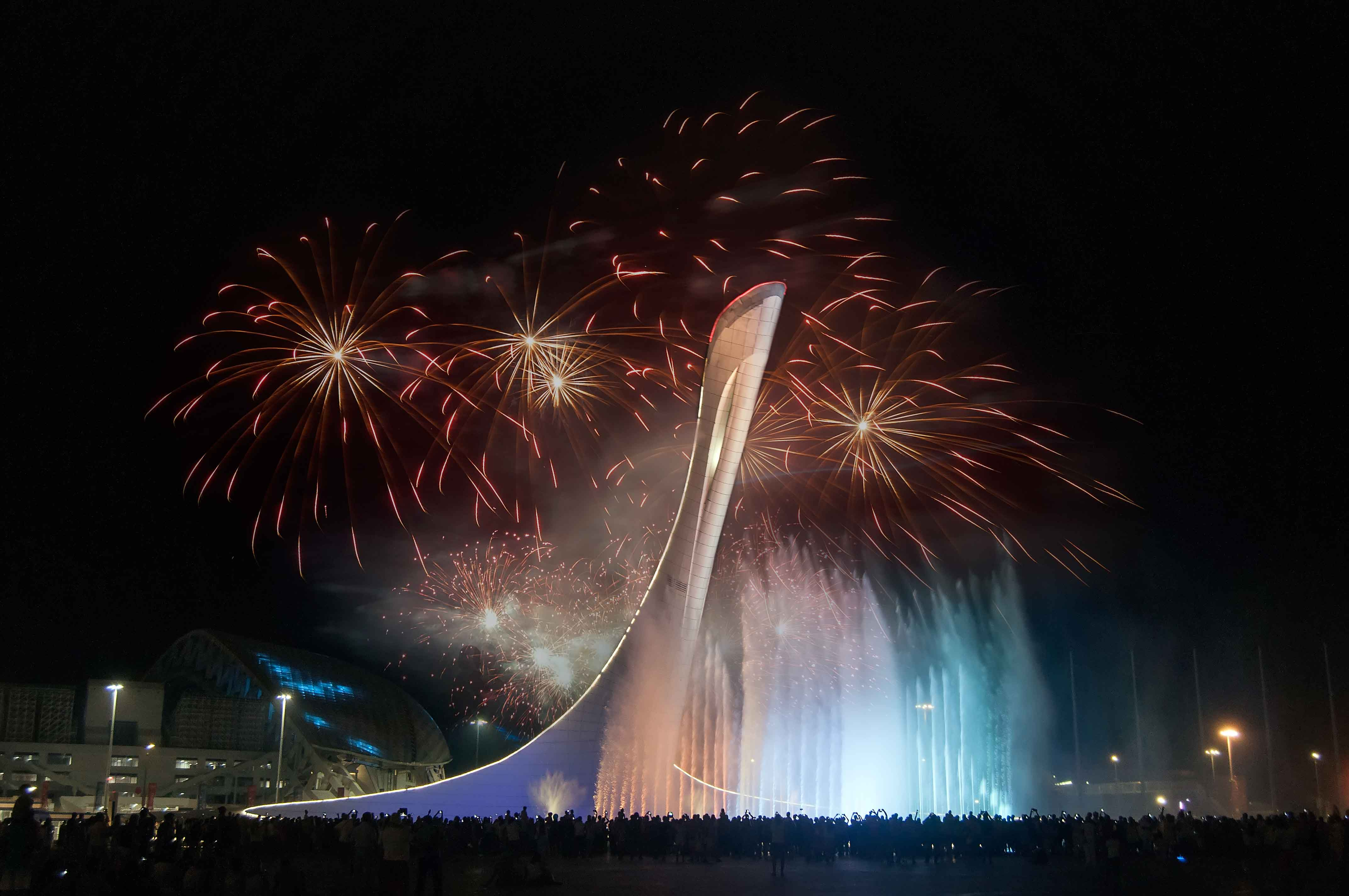
Светомузыкальный «поющий фонтан» и фейерверк в парке

Строительство началось в конце 2007 года, все основные работы были закончены в 2013 году. Олимпийский парк представляет собой комплекс сооружений для проведения спортивных соревнований, а также различные объекты инфраструктуры, предназначенной для открытия и закрытия Олимпийских игр, проживания (часть Олимпийской деревни) и развлечений, транспортные объекты и другие объекты для обеспечения жизнедеятельности людей, находящихся на территории Олимпийского парка. Основная Олимпийская деревня для проживания спортсменов, сотрудников МОК и других членов олимпийской семьи была вынесена из парка в курорт Розу Хутор.
Самым грандиозным сооружением Олимпийского парка является стадион «Фишт», на котором прошли церемонии открытия и закрытия XXII зимних Олимпийских игр. Вместимость стадиона 40 000 зрителей во время проведения зимней Олимпиады. Стадион «Фишт» после Олимпийских игр был перестроен для проведения игр чемпионата мира по футболу 2018 года с увеличением вместимости до 47 659 зрителей.
Все остальные спортивные сооружения прибрежного кластера — арены для проведения соревнований на льду. Вторым по величине спортивным сооружением вместимостью 12 000 зрителей, является ледовый дворец «Большой», где проходили соревнования по хоккею с шайбой. В Олимпийском парке также расположены: ледовый дворец спорта «Айсберг», малая ледовая арена «Шайба», крытый конькобежный центр «Сириус Арена», арена для кёрлинга «Ледяной куб», две тренировочных арены, олимпийская деревня, главный медиа-центр, гостиницы, рестораны, хозяйственные здания и большие экраны для просмотра спортивных состязаний. Все объекты парка имеют эффектную вечернюю подсветку. Пешеходная эспланада Олимпийского парка начинается у транспортно-пересадочного узла станции «Имеретинский курорт» с вокзалом «Олимпийский парк» сочинских пригородно-городских электропоездов и автобусной остановкой. В центре парка расположена площадь «Медальная площадь», где во время Олимпиады происходило награждение победителей и расположена высотная стела для Олимпийского огня, вокруг которой расположен масштабный круглогодичный «поющий фонтан» с популярным вечерним светомузыкальным шоу.
После проведения зимних Олимпийских и Паралимпийских игр отдельные спортивные сооружения и инфраструктурные объекты были перепрофилированы и переоборудованы в связи с выполнением других функций.
Значительное место в Олимпийском парке отведено гоночной трассе «Сочи Автодром» для проведения автомобильных соревнований. Сооружение гоночной трассы для проведения соревнований самого высокого уровня началось ещё в процессе подготовки строительства сооружений для проведения Олимпийских и Паралимпийских игр. После зимних Олимпийских и Паралимпийских игр на Сочи Автодроме ежегодно в 2014—2021 годах проводились этапы соревнований «Формулы-1» — Гран-при России.
На территории Олимпийского парка при его строительстве было сохранено старообрядческое кладбище, расположенное рядом со стадионом «Фишт».
К парку примыкает тематический парк развлечений «Сочи Парк».
На смежной с парком Имеретинской набережной в 2018 году в преддверии чемпионата мира по футболу открылась новая зона отдыха. На выполненной в виде олимпийских колец площадке установлена уличная мебель, смонтирована вечерняя подсветка, высажены растения. В центре — бронзовая стела с макетом Олимпийского парка.

## Сооружения
- Олимпийский парк (станция) — железнодорожный вокзал.
- Олимпийский стадион «Фишт» — футбольный стадион, 47 000 зрителей.
- Большой (ледовый дворец) — спортивный и концертный комплекс, 12000 зрителей.
- Шайба (ледовая арена) — всероссийский детский спортивно-оздоровительный центр, 7000 зрителей.
- «Сириус Арена» — экспоцентр, 8000 зрителей.
- Айсберг — Ледовый дворец спорта, 12000 зрителей.
- Ледяной куб — спортивно-развлекательный центр (Российский тренировочный центр по кёрлингу), 3000 зрителей.
- Тренировочная арена для хоккея — хоккейная площадка, 500 зрителей.
- Тренировочный центр для фигурного катания — ледовая арена, 500 зрителей.
- Олимпийская деревня.
- Главный медиацентр.
- Гостиница для журналистов.
- Гостиница для членов МОК.
- Трасса для проведения гран-при Формулы-1.
- Тематический парк развлечений «Сочи Парк», аналог Диснейленда, с отелем «Богатырь», стилизованным под средневековый замок.
- Стена чемпионов Игр — монумент, установленный в Олимпийском парке спустя год после Олимпиады. Он представляет две симметричные пирамиды белого цвета, которые символизируют заснеженные горы. Их объединяет стилизованный земной шар посередине. На пирамидах размещены 887 золотых, серебряных и бронзовых табличек с именами — по числу медалистов Олимпиады и Паралимпиады[4].

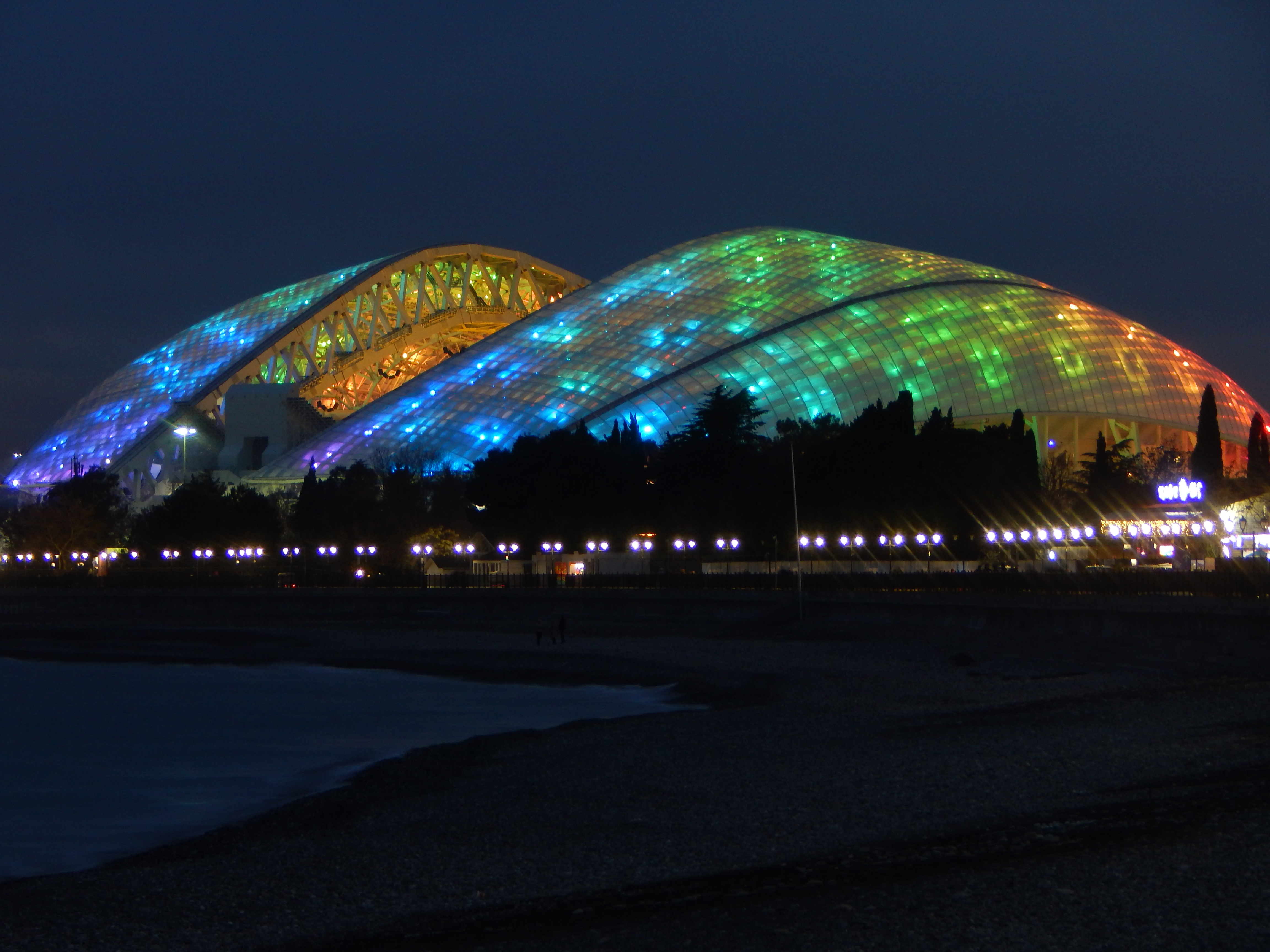
Стадион «Фишт»
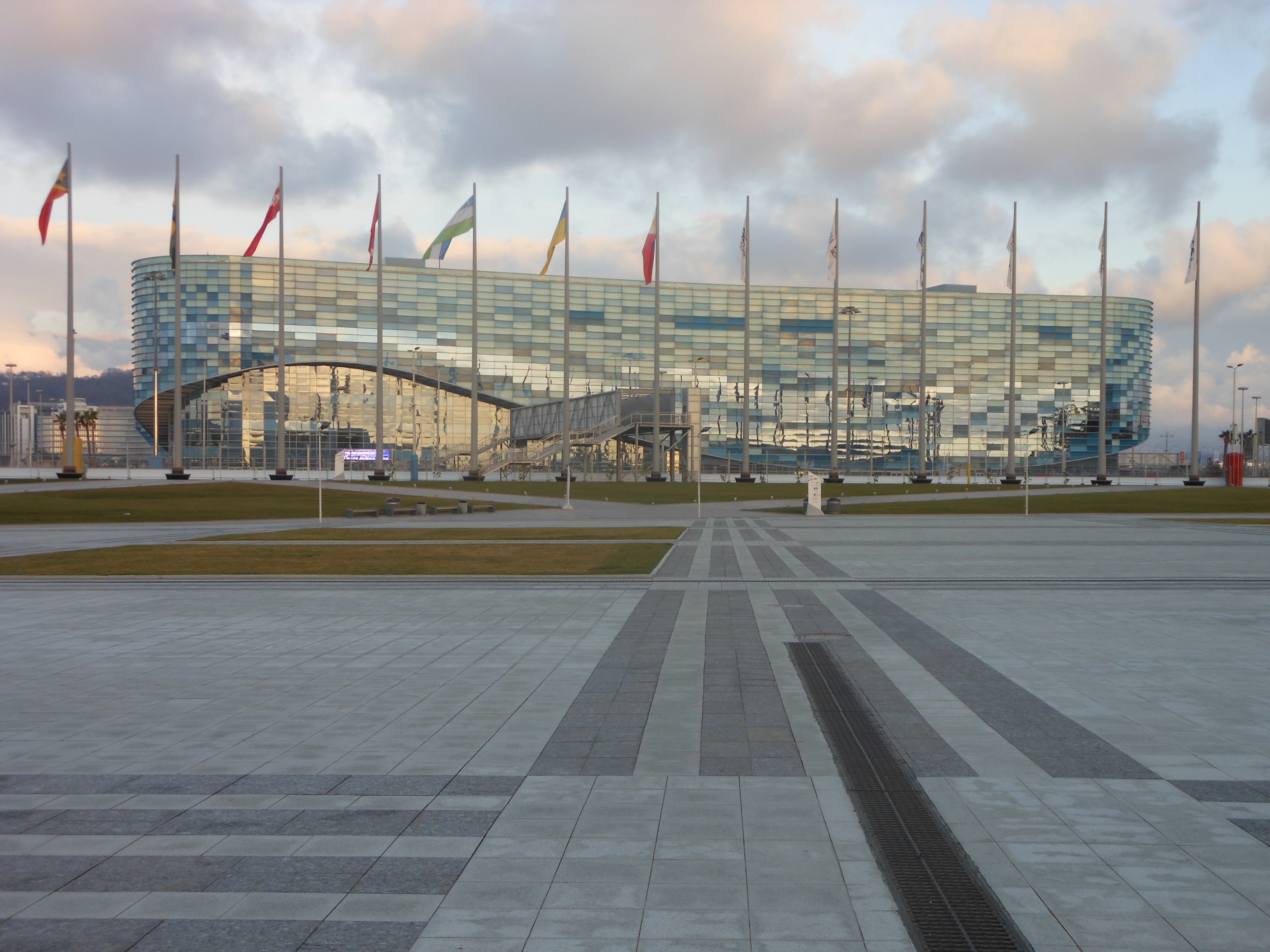
Дворец зимнего спорта «Айсберг»
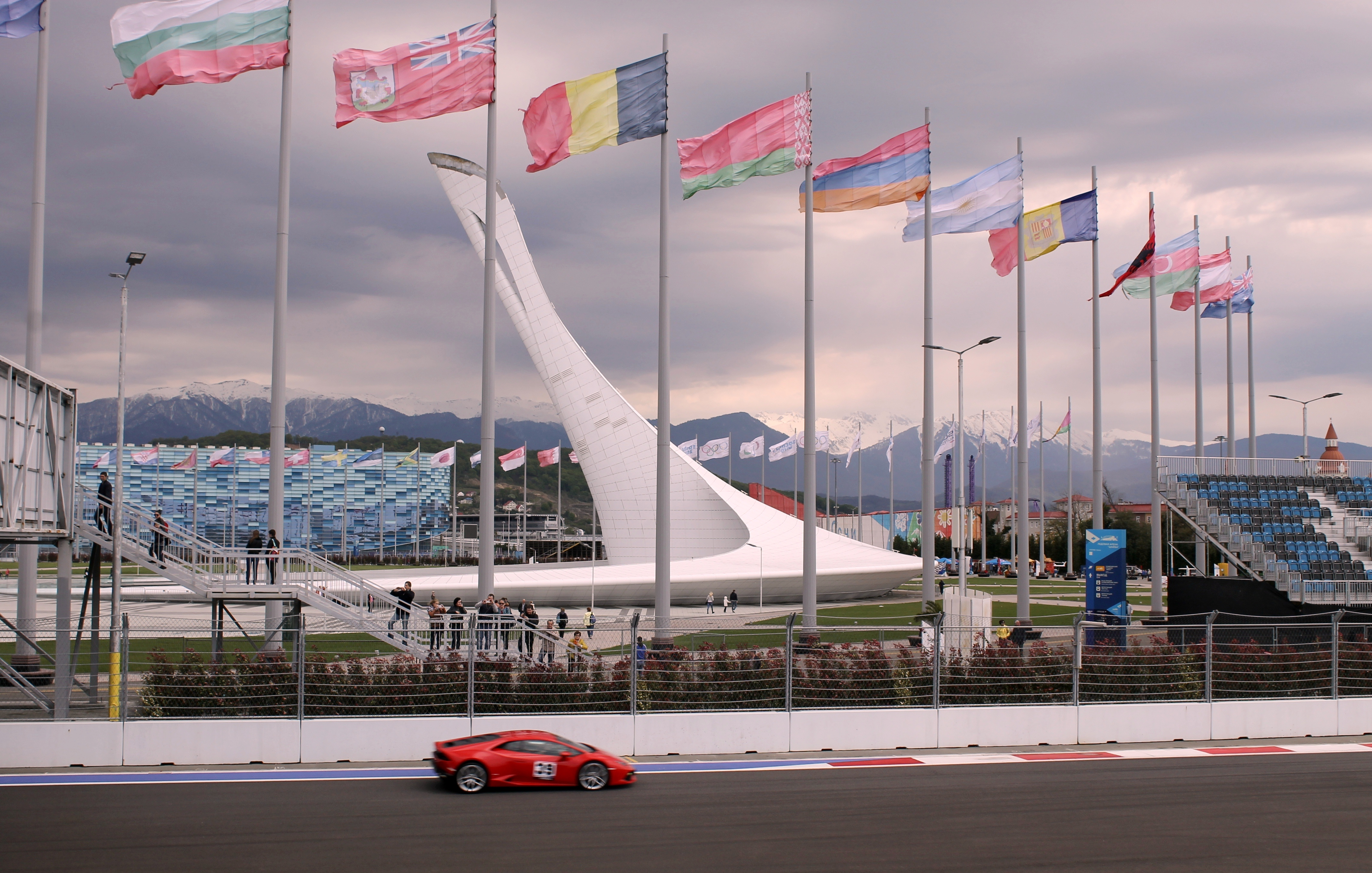
На трассе Сочи Автодром в Олимпийском парке
Один из двух экранов на трибуне для художественных выступлений, 2015 год
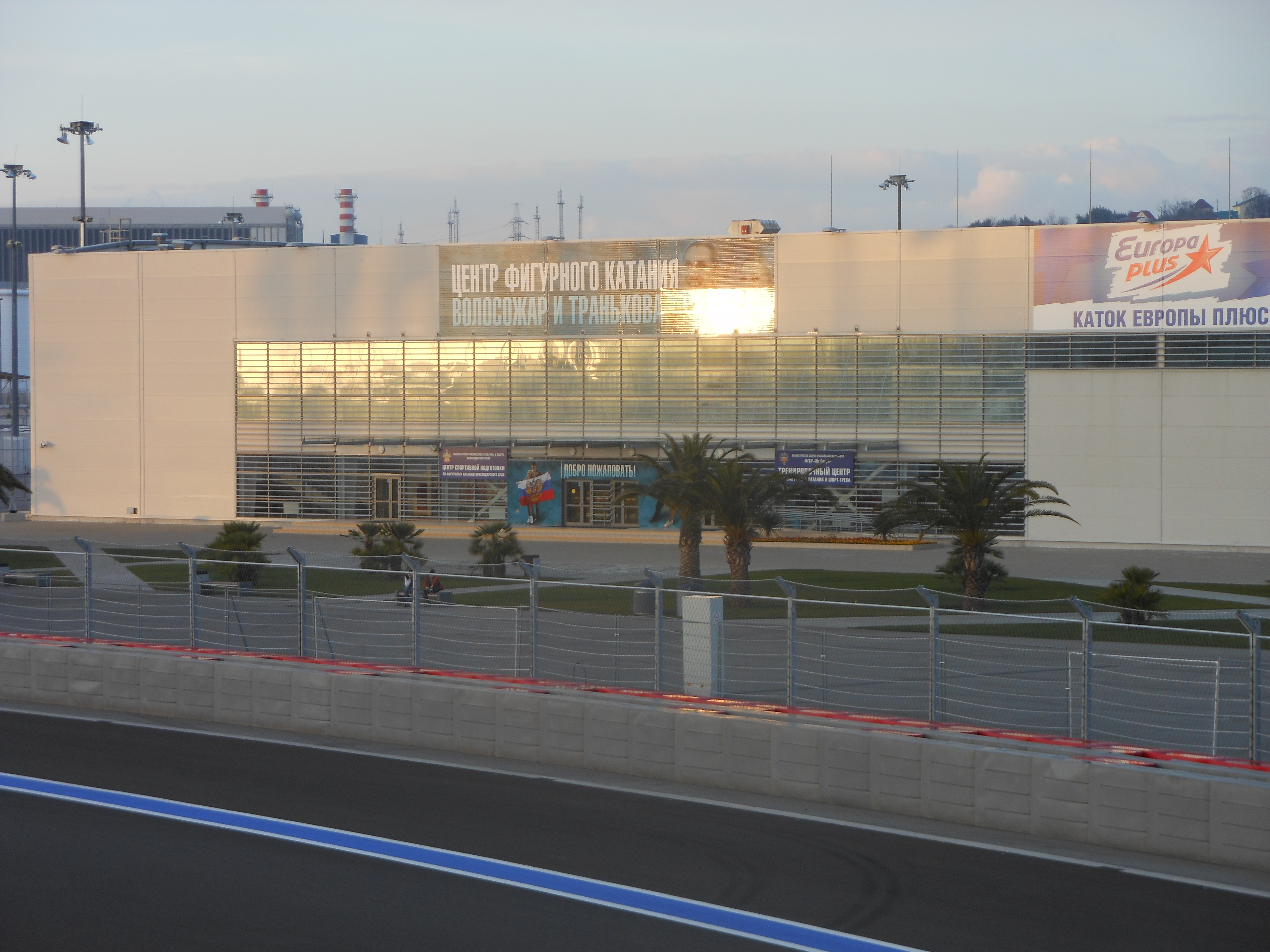
Тренировочный центр для фигурного катания, ныне Центр фигурного катания Волосожар и Транькова, на переднем плане трасса «Формула-1»
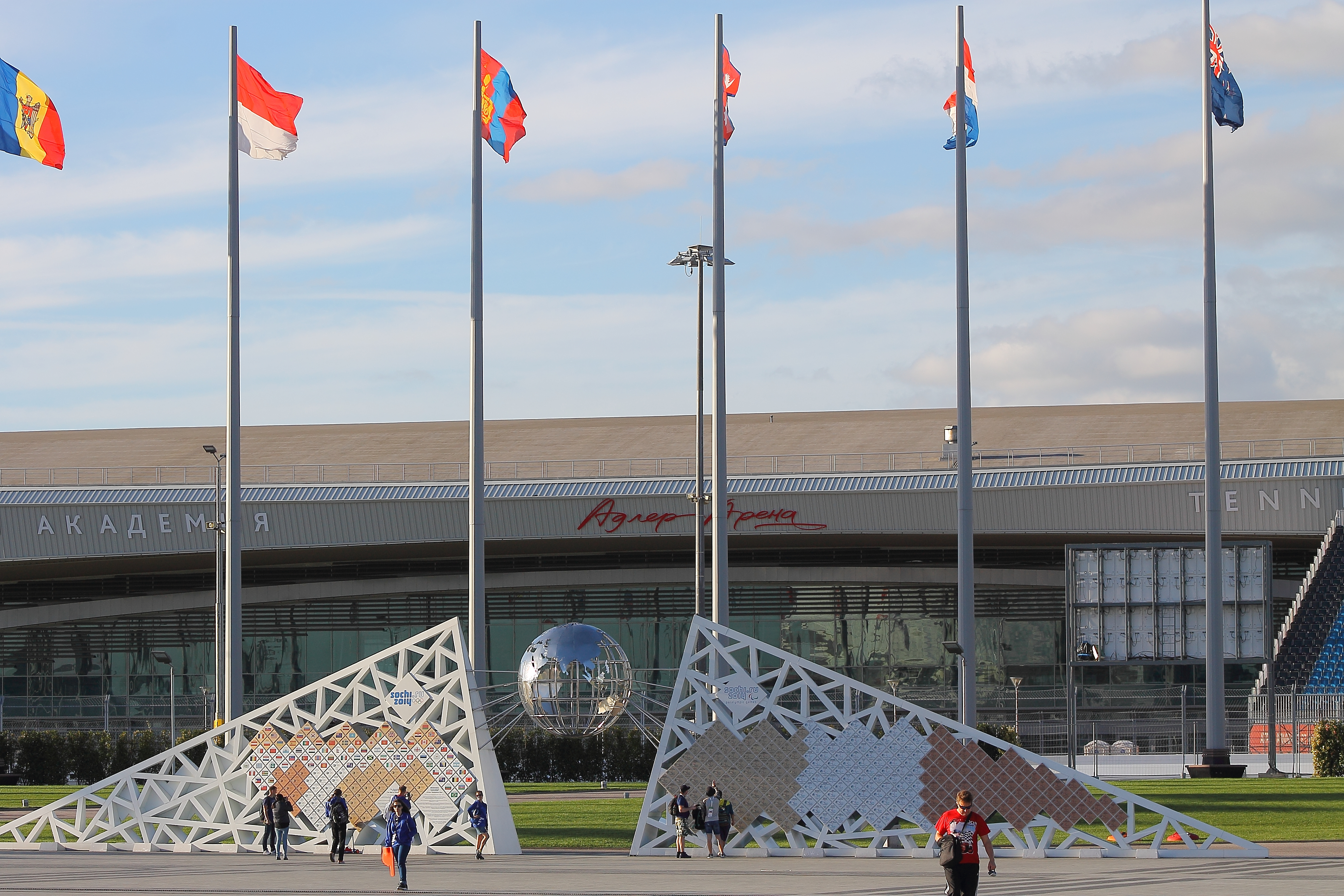
Стена олимпийских и паралимпийских чемпионов в Олимпийском парке Сочи, открытая через год после зимних Олимпийских игр 2014 года
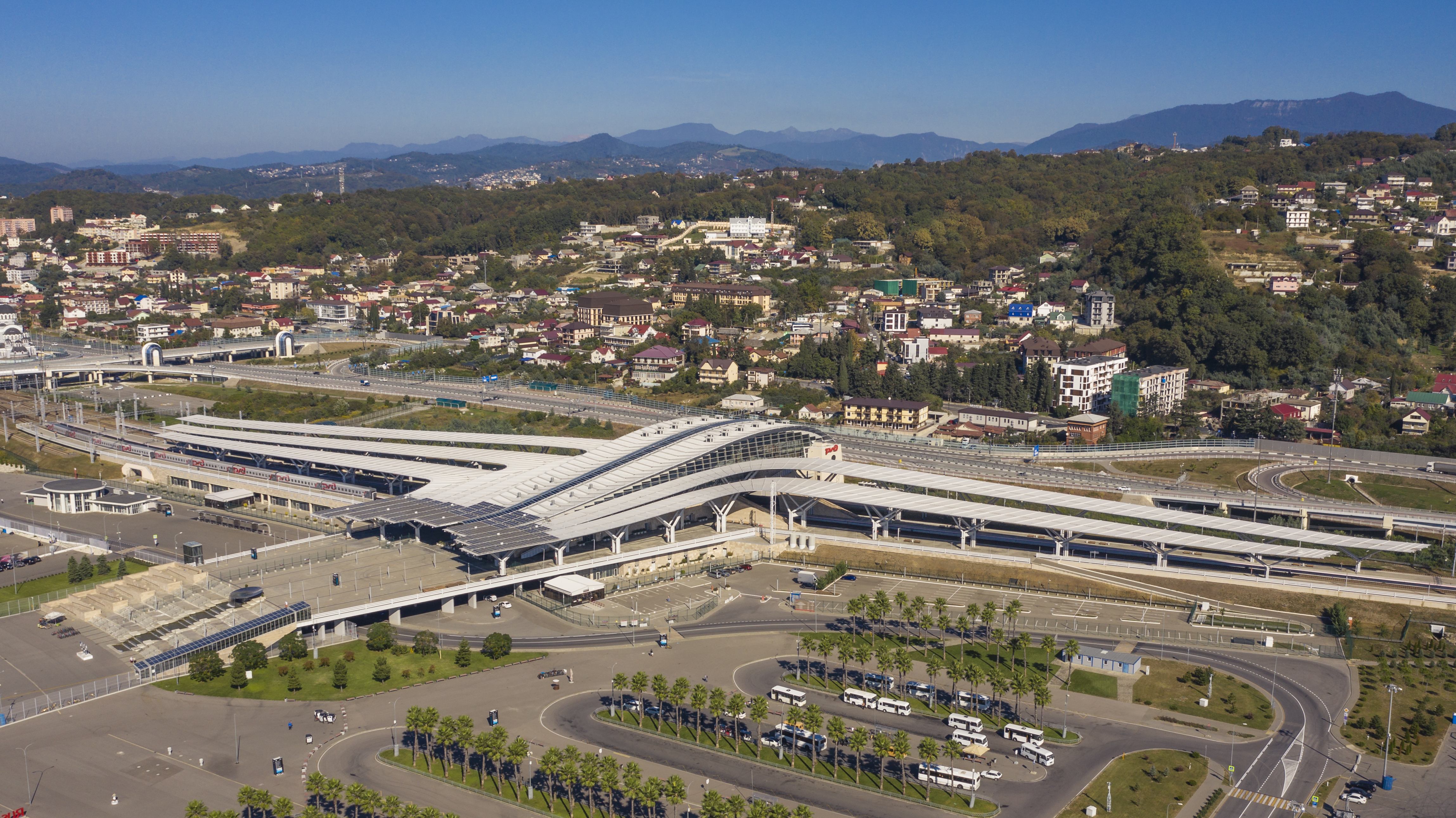
Станция электропоездов «Имеретинский курорт» с вокзалом «Олимпийский парк»
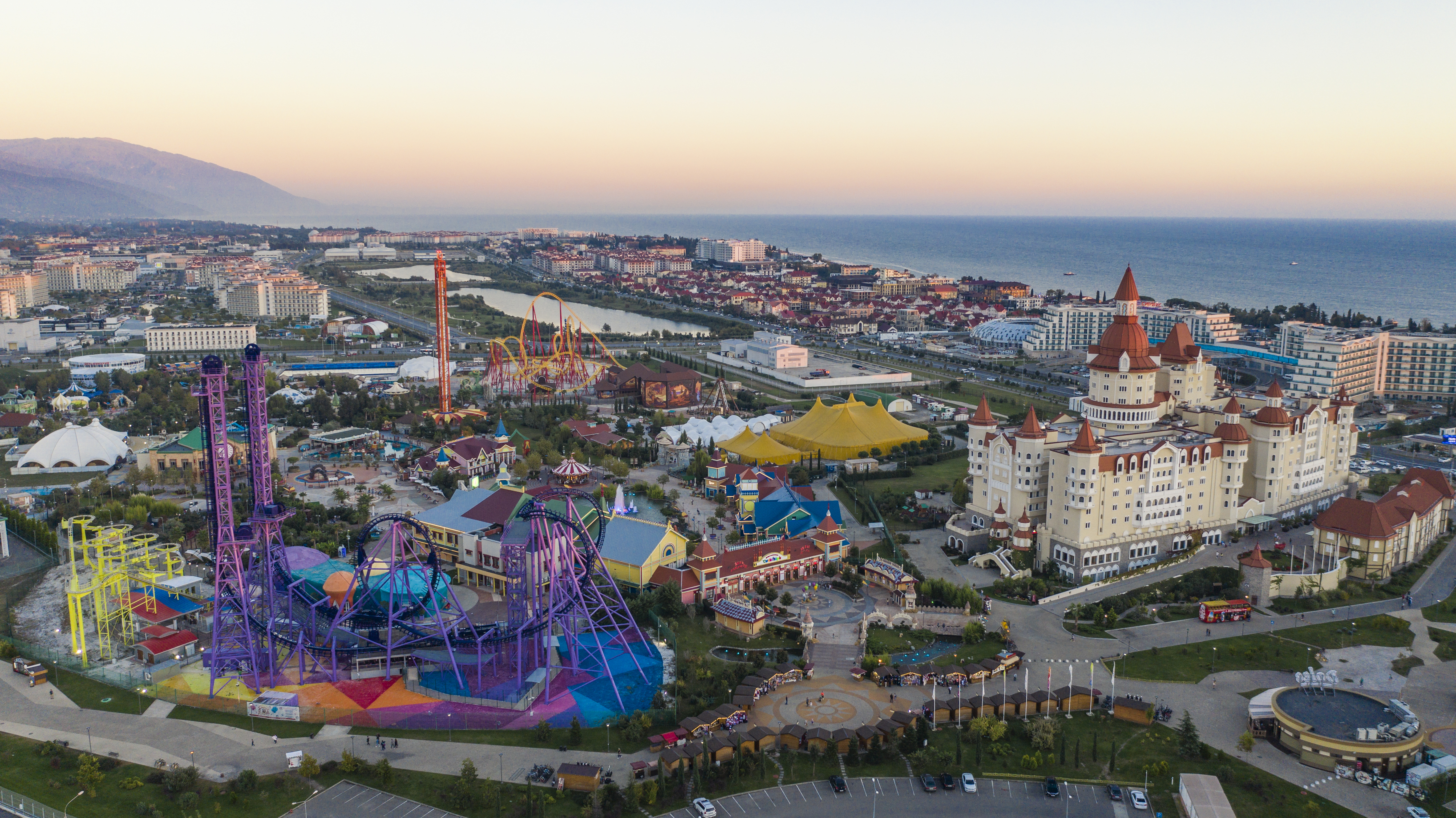
Примыкающий Сочи Парк
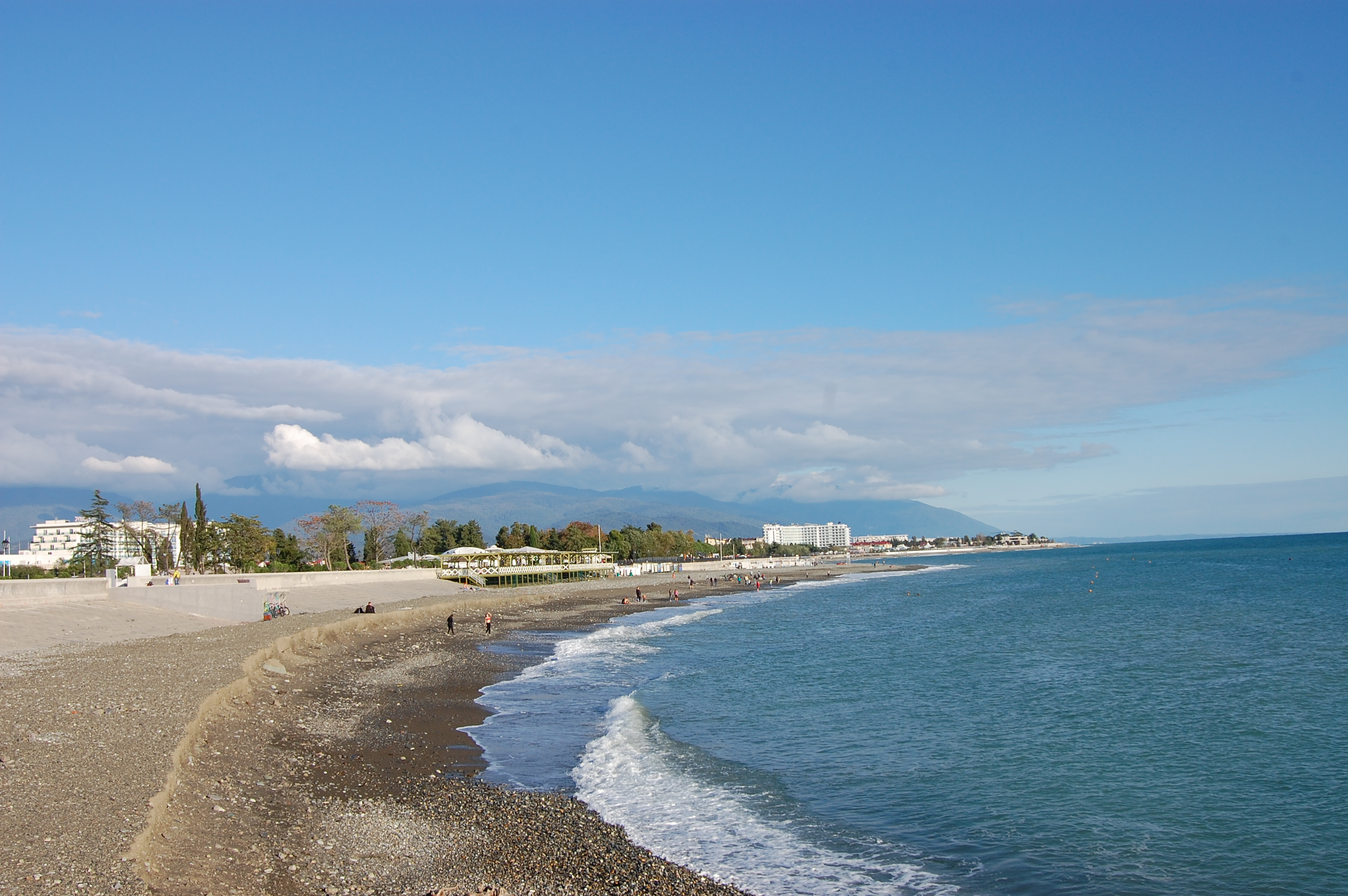
Примыкающая набережная с пляжем
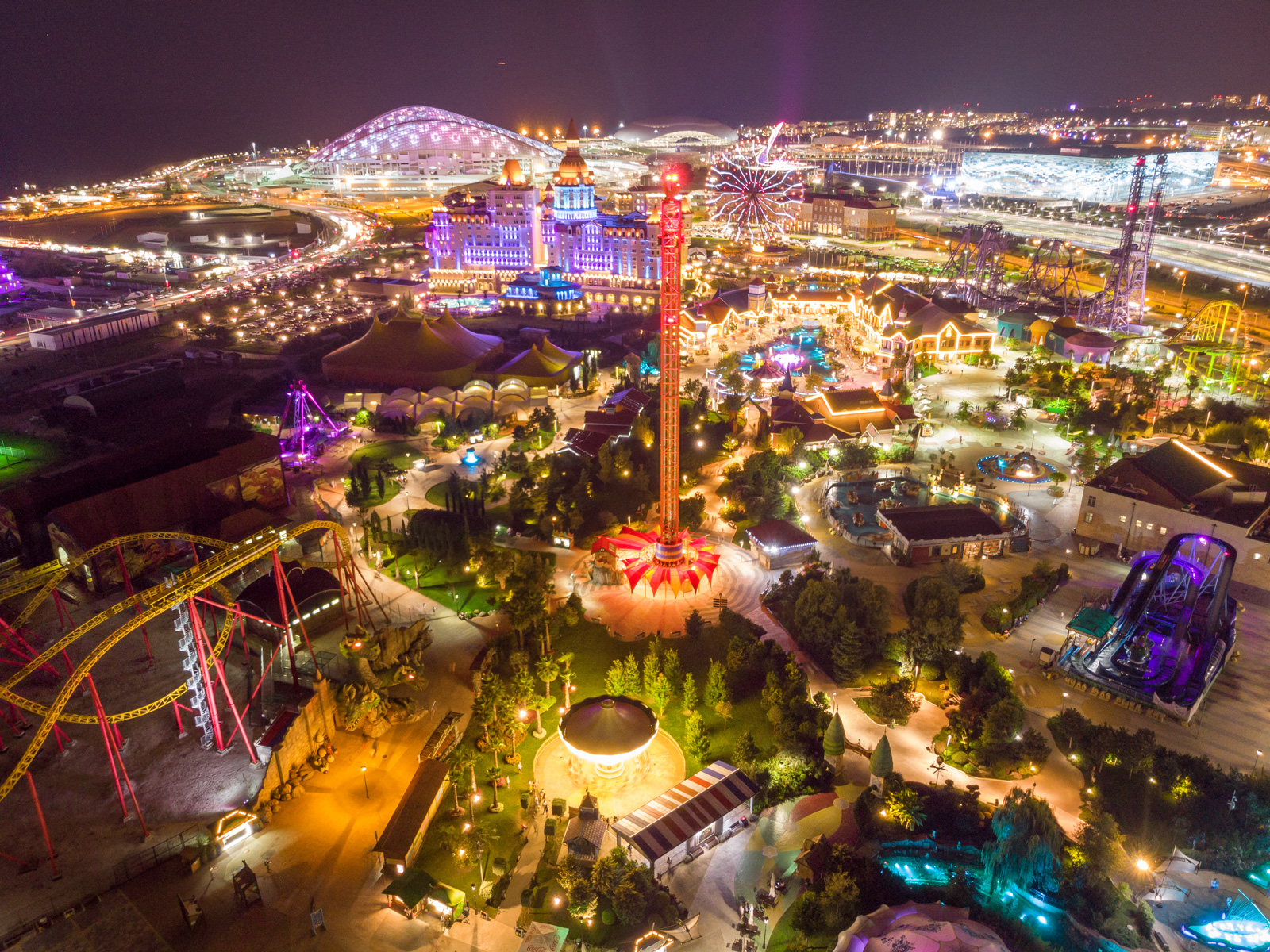
Сочи Парк и Олимпийский парк в вечерней подсветке